# الإسلام في أجاريا

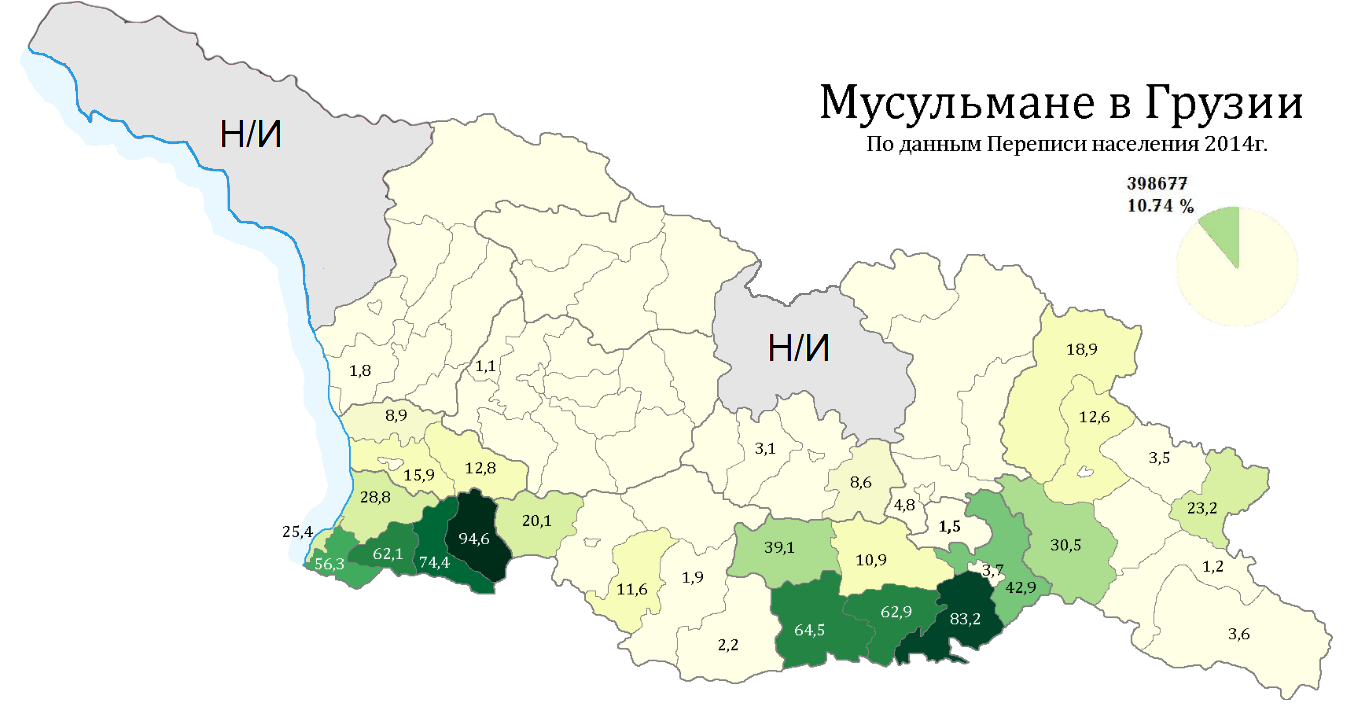
مسلمو جورجيا حسب البلديات

الإسلام في أجاريا حسب التقديرات فإن المسلمين يشكلون حوالي 30% من مجمل السكان في أجاريا, بتعداد بلغ 115,261 مسلما سنة 2002.

## تاريخ
بدأ الإسلام ينتشر في أجاريا بعد أن أصبحت تحت سيطرة الإمبراطورية العثمانية خلال القرن 17, و قد بدأ عدد المسلمين بالازدياد خصوصا بعد عشرينيات القرن 19. عندما أجبر العثمانيون على ترك المنطقة لروسيا سنة 1878, هاجر حوالي 6000 مسلم من أجاريا بحثا عن مستقر في الدول المجاورة.

سنة 1921, و في خضم النزاع بين تركيا والاتحاد السوفياتي, تأسست جمهورية أجاريا ذات الحكم الذاتي لحماية المسلمين بالمنطقة. لكن، منذ ذلك الوقت، بدأت نسبة الإسلام تتناقص شيئا فشيئا، إلى أن أصبحت الغالبية الدينية في أجاريا تابعة للكنيسة الجورجية الأرثوذكسية.